# Paramerina ababae
Paramerina ababae är en tvåvingeart som beskrevs av Harrison 1991. Paramerina ababae ingår i släktet Paramerina och familjen fjädermyggor.
Artens utbredningsområde är Etiopien. Inga underarter finns listade i Catalogue of Life.